# Kaiserstein (Fischbach)
Der Kaiserstein (auch Fisch genannt) ist ein Findling in der ungefähren Form eines Fisches ohne Kopf am nördlichen Ortsende von Fischbach, einem Gemeindeteil von Ummendorf im Landkreis Biberach in Baden-Württemberg.

## Beschreibung
Der Findling wurde am 18. Oktober 1897 an der heutigen Hauptstraße aufgestellt. Er soll an die Centenarfeier des 1797 geborenen Kaisers Wilhelm I. erinnern. Er ist 3,60 m hoch, 90 cm breit, 60 cm stark und wiegt ungefähr 50 Zentner. Auf dem Stein steht geschrieben:
„Zum Andenken an die Centenarfeier Kaiser Wilhelms des Grossen den 22. März 1797 – 1897. Aus Dankbarkeit in tiefster Ehrfurcht errichtet dem Einiger des Reiches von 1870 von dem Krieger-Verein von Fischbach.“
„balmil jöltum zülsevel.“
Die letzten Worte bedeuten in der von Johann Martin Schleyer erfundenen Plansprache Volapük „1897“. (balmil = eintausend, jöltum = achthundert; zülsevel = siebenundneunzig).
Der Schwanz und Bauchflossen wurden dem Findling nachträglich hinzugefügt.
Der Findling ist im Verzeichnis des Landesdenkmalamts Baden-Württemberg und dort im Verzeichnis der unbeweglichen Bau- und Kunstdenkmale und der zu prüfenden Objekte im Regierungsbezirk Tübingen, Kreis Biberach, Gemeinde Ummendorf, Ortsteil Fischbach gelistet (Stand 7. Juli 2011).